# Coppa della Regina 2010-2011 (pallavolo)
La Coppa della Regina 2010-11 fu la 36ª edizione della Coppa di Spagna di pallavolo femminile.
La vittoria finale è andata per la quinta volta consecutiva al Club Atlético Voleibol Murcia 2005.

## Regolamento e avvenimenti
Come negli anni precedenti, si è svolta una final-eight con quarti, semifinali e finale da disputarsi con gare ad eliminazione diretta. Al torneo hanno preso parte le squadre classificate ai primi otto posti al termine del girone d'andata del campionato. I quarti di finale si sono disputati il 27 e 28 gennaio 2011, mentre semifinali e finale si sono giocate tra il 29 e il 30 gennaio 2011, al Pabellón Parque di Albacete.

## Partecipanti
- Aguere
- Ciutadella
- Diego Porcelos
- Haro
- Playas de Benidorm
- CAV Murcia
- Tenerife
- Torrelavega

## Risultati

### Tabellone
|  | Quarti di finale   | Quarti di finale   | Quarti di finale |            |                | Semifinali     | Semifinali | Semifinali |  |  | Finale | Finale | Finale |  |
|  |                    |                    |                  |            |                |                |            |            |  |  |        |        |        |  |
|  | Haro               | Haro               | 3                |            |                |                |            |            |  |  |        |        |        |  |
|  | Haro               | Haro               | 3                |            |                |                |            |            |  |  |        |        |        |  |
|  | Playas de Benidorm | Playas de Benidorm | 0                |            |                |                |            |            |  |  |        |        |        |  |
|  | Playas de Benidorm | Playas de Benidorm | 0                |            | Haro           | Haro           | 1          |            |  |  |        |        |        |  |
|  |                    |                    |                  |            | Haro           | Haro           | 1          |            |  |  |        |        |        |  |
|  |                    |                    | Ciutadella       | Ciutadella | 3              |                |            |            |  |  |        |        |        |  |
|  | Ciutadella         | Ciutadella         | Ciutadella       | Ciutadella | 3              | 3              |            |            |  |  |        |        |        |  |
|  | Ciutadella         | Ciutadella         |                  |            |                |                |            |            |  |  |        |        |        |  |
|  | Tenerife           | Tenerife           | 0                |            |                |                |            |            |  |  |        |        |        |  |
|  | Tenerife           | Tenerife           | 0                |            | Ciutadella     | Ciutadella     | 2          |            |  |  |        |        |        |  |
|  |                    |                    |                  |            |                |                |            |            |  |  |        |        |        |  |
|  |                    |                    | CAV Murcia       | CAV Murcia | 3              |                |            |            |  |  |        |        |        |  |
|  | Aguere             | Aguere             | CAV Murcia       | CAV Murcia | 3              | 1              |            |            |  |  |        |        |        |  |
|  | Aguere             | Aguere             |                  |            |                |                |            |            |  |  |        |        |        |  |
|  | Diego Porcelos     | Diego Porcelos     | 3                |            |                |                |            |            |  |  |        |        |        |  |
|  | Diego Porcelos     | Diego Porcelos     | 3                |            | Diego Porcelos | Diego Porcelos | 0          |            |  |  |        |        |        |  |
|  |                    |                    |                  |            | Diego Porcelos | Diego Porcelos | 0          |            |  |  |        |        |        |  |
|  |                    |                    | CAV Murcia       | CAV Murcia | 3              |                |            |            |  |  |        |        |        |  |
|  | Torrelavega        | Torrelavega        | CAV Murcia       | CAV Murcia | 3              | 0              |            |            |  |  |        |        |        |  |
|  | Torrelavega        | Torrelavega        |                  |            |                |                |            |            |  |  |        |        |        |  |
|  | CAV Murcia         | CAV Murcia         | 3                |            |                |                |            |            |  |  |        |        |        |  |

### Calendario

#### Quarti di finale
| 27 gennaio 2011 - ore 17:30 Pabellón Parque, Albacete | CV Haro            | 3 - 0 | Playas Benidorm | 25-19, 25-10, 25-14        |
| 27 gennaio 2011 - ore 20:00 Pabellón Parque, Albacete | Ciutadella Menorca | 3 - 0 | CV Tenerife     | 25-17, 25-23, 25-18        |
| 28 gennaio 2011 - ore 17:30 Pabellón Parque, Albacete | CV Aguere          | 1 - 3 | Diego Porcelos  | 21-25, 29-27, 22-25, 22-25 |
| 28 gennaio 2011 - ore 20:00 Pabellón Parque, Albacete | CV Torrelavega     | 0 - 3 | CAV Murcia 2005 | 20-25, 19-25, 21-25        |

#### Semifinali
| 29 gennaio 2011 - ore 17:30 Pabellón Parque, Albacete | CV Haro        | 1 - 3 | Ciutadella Menorca | 27-29, 14-25, 25-22, 22-25 |
| 29 gennaio 2011 - ore 20:00 Pabellón Parque, Albacete | Diego Porcelos | 0 - 3 | CAV Murcia 2005    | 24-26, 16-25, 18-25        |

#### Finale
| 30 gennaio 2011 - ore 12:00 Pabellón Parque, Albacete | Ciutadella Menorca | 2 - 3 | CAV Murcia 2005 | 25-21, 22-25, 21-25, 25-17, 14-16 |

## Premi individuali
| Premio               | Giocatrice   | Squadra    |
| -------------------- | ------------ | ---------- |
| Most Valuable Player | Romina Lamas | CAV Murcia |